# Macklots trogon
Macklots trogon (Apalharpactes mackloti) is een vogel uit de familie trogons (Trogonidae). De vogel werd door Heinrich Christian Macklot (1799-1832) op Sumatra verzameld en in 1835 door Salomon Müller beschreven.

## Kenmerken
De vogel is 30 cm. Het mannetje heeft een geelgroene kruin en blauwgroene bovendelen. De vleugels zijn bruin met fijne gele streepjes, de staart is donker metaalkleurig blauw. De keel en de buik zijn geel gekleurd en over de borst loopt een grijsgroene band. De snavel is rood, de huid rond het oog is blauw en de poten zijn oranje. Bij het vrouwtje ontbreken de gele streepjes op de vleugel, daar is de vleugel groen met minder opvallende lichte streepjes.

## Verspreiding en leefgebied
Deze soort is endemisch op het Indonesisch eiland Sumatra. Het leefgebied is montaan, tropisch regenwoud op de lager gelegen hellingen op hoogten tussen de 750 en 2200 m boven zeeniveau.

## Status
Macklots trogon is schaars; de grootte van de wereldpopulatie is niet gekwantificeerd. Men veronderstelt dat de soort in aantal stabiel is. De vogel heeft nog een ruim verspreidingsgebied en daardoor is de kans op uitsterven vooralsnog gering. Om deze redenen staat deze soort als niet bedreigd op de Rode Lijst van de IUCN.